# X-Raided
X-Raided, nome artístico de Anerae Veshaughn Brown, é um rapper estadunidense.
Durante o início de sua carreira ele foi preso e condenado a 31 anos de prisão por homicídio.

## Discografia
- Niggaz In Black (1991)
- Psycho Active (1992)
- Xorcist (1995)
- Unforgiven (1999)
- Vengeance Is Mine (2000)
- Speak of Da Devil (as Nefarious) (2000)
- The Initiation (2001)
- And He Shall Appear (2001)
- Deadly Game (2002)
- These Walls Can Talk (2002)
- City of Kings (with Kingpen) (2002)
- Ignition (with Loki) (2007)
- Eternally Unforgiven Project EP (2009)
- The Unforgiven Vol. 1: In The Beginning [Collectors Edition] (2009)
- The Unforgiven Vol. 2: Assisted Suicide (2009)
- Bloc Bizniz (2010)
- The Unforgiven Vol. 3: Vindication (2011)
- Sacrifice Mixtape (2012)
- Sacramentally Disturbed (2012)

## Compilações
- X-Ology: The Best of X-Raided (2001)
- The X-Filez, Vol. 1 (2003)
- The X-Filez, Vol. 2 (2004)
- The X-Filez, Vol. 3 (2004)